# Liste des députés de la VIIIe législature du royaume d'Italie
Cette liste recense les députés de la VIIIe législature du royaume d'Italie après les élections de 1861.
- Haut – A
- B
- C
- D
- E
- F
- G
- H
- I
- J
- K
- L
- M
- N
- O
- P
- Q
- R
- S
- T
- U
- V
- W
- X
- Y
- Z

## A
- Domenico Abatemarco
- Carlo Acquaviva d'Aragona
- Tommaso Agudio
- Giuseppe Carlo Airenti
- Giuseppe Alasia
- Cesare Albicini
- Giacinto Albini
- Antonio Alfieri d'Evandro
- Luigi Amabile
- Emerico Amari
- Ippolito Amicarelli
- Francesco Anca
- Ferdinando Andreucci
- Amilcare Anguissola (politique)
- Nicolò Antinori
- Casimiro Ara
- Giuseppe Arconati Visconti
- Achille Argentino
- Trofimo Arnulfi
- Giuseppe Asperti
- Damiano Assanti
- Pasquale Atenolfi di Castelnuovo
- Rodolfo Audinot
- Giuseppe Avezzana
- Michele Avitabile
- Giovanni Avossa

## B
- Francesco Saverio Baldacchini Gargano
- Panfilo Ballanti
- Angelo Bargoni
- Giovanni Barracco
- Luigi Basile
- Pietro Bastogi
- Antonio Battaglia Avola
- Giuseppe Bella
- Federico Bellazzi
- Antonio Bellia Strano
- Giovanni Belli
- Pietro Beltrami
- Vito Beltrani
- Valerio Beneventani
- Errico Berardi
- Tiberio Berardi
- Paolo Emilio Beretta
- Agostino Bertani
- Cesare Bertea
- Carlo Berti Pichat
- Domenico Berti
- Lodovico Berti
- Giovanni Battista Bertini
- Michele Bertolami
- Ludovico Bertozzi
- Enrico Betti
- Giuseppe Biancheri
- Alessandro Bianchi
- Celestino Bianchi
- Oreste Biancoli
- Gaetano Bichi
- Nino Bixio
- Angelo Bo
- Zelindo Ciro Boddi
- Pier Carlo Boggio
- Camillo Boldoni
- Carlo Bon Compagni di Mombello
- Ruggero Bonghi
- Alessandro Borella
- Francesco Borgatti
- Guido Borromeo
- Giorgio Borsarelli
- Pietro Boschi
- Paolo Bossi
- Nicola Botta
- Giovanni Battista Bottero
- Gioacchino Boyl di Putifigari
- Giacomo Bracci
- Cesare Braico
- Giuseppe Bravi
- Giuseppe Brida di Lessolo
- Bellino Briganti Bellini
- Giuseppe Briganti Bellini
- Francesco Brioschi
- Angelo Brofferio
- Emilio Broglio
- Carlo Brunet
- Gaetano Brunetti
- Giuseppe Bruno
- Francesco Bubani
- Pasquale Budetta
- Vincenzo Buffarini
- Vincenzo Buonomo
- Raffaello Busacca Dei Gallidoro

## C
- Stanislao Caboni
- Giovanni Cadolini
- Raffaele Cadorna
- Carlo Cagnola
- Benedetto Cairoli
- Salvatore Calvino
- Pasquale Calvi
- Giuseppe Camassa
- Francesco Camerata Scovazzo
- Lorenzo Camerata Scovazzo
- Rocco Camerata Scovazzo
- Angelo Camerini
- Gabriele Camozzi Vertova
- Federico Campanella
- Giovanni Battista Canalis
- Giuseppe Canestrini
- Leopoldo Cannavina
- Girolamo Cantelli
- Cesare Cantù
- Giovanni Capellari Della Colomba
- Filippo Capone
- Emidio Cappelli
- Vincenzo Capriolo
- Camillo Caracciolo Di Bella
- Gerardo Carafa
- Felice Cardente
- Giacinto Carini
- Giovanni Battista Carletti Giampieri
- Sebastiano Carnazza
- Gabriello Carnazza Puglisi
- Francesco Gaetano Carrara
- Domenico Carotti Di Cantogno
- Michele Casaretto
- Beniamino Caso
- Giovanni Battista Cassinis
- Stefano Castagnola
- Luigi Castellani Fantoni
- Errico Castellano
- Demetrio Castelli
- Luigi Castelli
- Sigismondo Castromediano
- Francesco Paolo Catucci
- Alberto Cavalletto
- Gaspare Cavallini
- Camillo Cavour
- Gustavo Cavour
- Francesco Cedrelli
- Leopoldo Cempini
- Vincenzo Cepolla
- Giuseppe Checchetelli
- Francesco Chiapusso
- Amedeo Chiavarina Di Rubiana
- Desiderato Chiaves
- Salvatore Chindemi
- Enrico Cialdini
- Antonio Ciccone
- Bartolommeo Cini
- Emilio Cipriani
- Emilio Civita
- Donato Cocco
- Giuseppe Cognata
- Giambattista Collacchioni
- Antonio Colocci
- Francesco Colombani
- Pietro Compagna
- Raffaele Conforti
- Pietro Conti
- Michele Coppino
- Filippo Cordova
- Michele Corinaldi
- Simone Corleo
- Cesare Correnti
- Giuseppe Corrias
- Tommaso Corsi
- Paolo Cortese
- Enrico Cosenz
- Antonio Costa (politicien italien)
- Oronzio Gabriele Costa
- Marcello Costamezzana
- Carlo Giuseppe Cotta
- Raffaele Crea
- Costantino Crisci
- Francesco Crispi
- Domenico Cucchiari
- Efisio Cugia di Sant'Orsola
- Francesco Raffaele Curzio
- Gioacchino Cutinelli Rendina
- Francesco Cuzzetti

## D
- Rodolfo D'Afflitto di Monfalcone
- Sansone D'Ancona
- Alessandro d'Aste Ricci
- Mariano d'Ayala
- Giuseppe d'Errico
- Vito d'Ondes Reggio
- Domenico Damis
- Niccolò Danzetta
- Giuseppe Dassi
- Vincenzo De Ambrosio
- Giovanni Maurizio De Andreis
- Angelo De Benedetti
- Francesco de Blasiis
- Filippo De Blasio
- Filippo De Boni
- Carlo De Cesare
- Antonio De Cesaris
- Clemente De Cesaris
- Ulisse De Dominicis
- Oronzio De Donno
- Gennaro De Filippo
- Carlo De Franchis
- Francesco De Luca
- Pasquale Placido De Luca
- Angelo Camillo De Meis
- Guglielmo De Pazzi
- Gaetano De Peppo
- Francesco De Sanctis
- Giovanni De Sanctis
- Fedele De Siervo
- Maurizio De Sonnaz
- Giuseppe Del Drago
- Gaetano Del Giudice
- Giuseppe Del Re
- Isidoro Del Re
- Elia Della Croce
- Guido Della Rosa
- Gerolamo Della Valle
- Agostino Depretis
- Giuseppe Devincenzi
- Domenico Di Casalotto
- Vincenzo Di Marco
- Giuseppe Di Martino
- Gennaro Di San Donato
- Fernando Salvatore Dino
- Corrado Donnafugata
- Vito Doria
- Leopoldo Dorucci
- Luigi Dragonetti

## E
- Paolo Ercole
- Vincenzo Errante

## F
- Bruto Fabricatore
- Giovanni Fabrizi
- Nicola Fabrizi
- Enrico Falconcini
- Maurizio Farina
- Domenico Farini
- Luigi Carlo Farini
- Antonino Fazio Salvio
- Romolo Federici
- Carlo Fenzi
- Nicolò Ferracciù
- Francesco Ferrara
- Giuseppe Ferrari
- Carlo Ferrario
- Luigi Ferraris
- Ferrante Ferri Pasolini
- Giovanni Fiastri
- Giuseppe Finzi
- Francesco Fiorenzi
- Carlo Fioruzzi
- Pietro Antonio Fossa
- Carlo Fraccacreta
- Francesco Franchini
- Saverio Friscia

## G
- Gabrielangelo Gabrielli
- Giuseppe Gadda
- Leopoldo Galeotti
- Antonio Gallenga
- Francesco Maria Gallo
- Carlo Gallozzi
- Gabriele Gallucci
- Giuseppe Garibaldi
- Francesco Garofano
- Celestino Gastaldetti
- Giovanni Gemelli
- Felice Genero
- Achille Gennarelli
- Silvestro Gherardi
- Niccola Giacchi
- Francesco Giardina
- Giovanni Battista Gigliucci
- Lorenzo Ginori Lisci
- Francesco Giordano
- Luigi Giordano
- Giovanni Battista Giorgini
- Antonio Giovanola
- Giovanni Giovio
- Antonio Giuliani
- Francesco Maria Giunti
- Giovanni Battista Giustinian
- Cesare Golia
- Giuseppe Govone
- Filippo Grandi
- Alessandro Grassi
- Severino Grattoni
- Luigi Gravina
- Luigi Greco Cassia
- Antonio Greco
- Eduardo Grella
- Paolo Griffini
- Carlo Grillenzoni
- Giuseppe Michele Grixoni
- Angelo Grossi
- Francesco Domenico Guerrazzi
- Anselmo Guerrieri Gonzaga
- Carlo Guerrieri Gonzaga
- Francesco Guglianetti

## I
- Paolo Emilio Imbriani
- Pietro Interdonato Ruffo
- Giovanni Interdonato

## J
- Lorenzo Jacampo
- Stefano Jacini
- Lorenzo Jacovelli
- Stefano Jadopi

## L
- Giuseppe La Farina
- Francesco La Gala
- Alfonso La Marmora
- Giuseppe La Masa
- Luigi La Porta
- Mariano La Rosa
- Antonio La Terza
- Giacomo Filippo Lacaita
- Raffaele Lambruschini
- Raffaele Lanciano
- Ottavio Lanza
- Giovanni Lanza
- Carlo Laurenti Robaudi
- Giuseppe Lazzaro
- Diodato Leardi
- Giuseppe Leonetti
- Lorenzo Leony
- Pier Silvestro Leopardi
- Pietro Efisio Leo
- David Levi
- Giuseppe Libertini
- Andrea Lissoni
- Francesco Longo
- Giacomo Antonio Longo
- Ambrogio Longoni
- Francesco Lovito
- Ercole Lualdi
- Carlo Luzi

## M
- Giuseppe Maccabruni
- Mauro Macchi
- Didaco Macciò
- Bernardino Maceri
- Giacomo Macri
- Pasquale Magaldi
- Berardo Maggi
- Giovanni Maj
- Salvatore Majorana Calatabiano
- Salvatore Majorana Cucuzzella
- Benedetto Majorana Fiamingo
- Vincenzo Malenchini
- Giuseppe Malmusi
- Terenzio Mamiani Della Rovere
- Pasquale Stanislao Mancini
- Francesco Mandoj Albanese
- Annibale Marazio di Santa Maria Bagnolo
- Lodovico Marazzani Visconti Terzi
- Salvatore Marchese (economista)
- Luigi Marchetti
- Camillo Marcolini
- Nicola Marcone
- Mariano Maresca
- Angelo Marescotti
- Adriano Mari
- Alberto Mario
- Emanuele Marliani
- Francesco Marolda Petilli
- Gaspare Marsico
- Massimiliano Martinelli
- Diomede Marvasi
- Ettore Marzano
- Paolo Massa
- Tullio Massarani
- Giuseppe Massari
- Carlo Massei
- Giacinto Massola
- Giovanni Matina
- Felice Mattei
- Giacomo Mattei
- Massimo Mautino
- Francesco Carlo Mayr
- Gabriele Maza
- Pietro Mazza
- Bonaventura Mazzarella
- Francesco Antonio Mazziotti
- Alessandro Mazzoni
- Giacomo Medici del Vascello
- Nicolò Melchiorre
- Luigi Melegari
- Luigi Melegari
- Mellana Filippo
- Giovanni Meloni Baille
- Andrea Meneghini
- Tito Menichetti
- Achille Menotti
- Luigi Mercantini
- Francesco Mezzacapo
- Luigi Alfonso Miceli
- Giovanni Battista Michelini
- Antonio Miele
- Vincenzo Miglietti
- Luigi Minervini
- Giovanni Minghelli Vaini
- Marco Minghetti
- Giuseppe Mirabelli
- Giuseppe Mischi
- Pietro Moffa
- Giorgio Ambrogio Molfino
- Andrea Molinari
- Baldassarre Mongenet
- Luigi Mongini
- Giuseppe Montanelli
- Mattia Montecchi
- Pietro Montella
- Pietro Monticelli
- Francesco Clodoveo Monti
- Francesco Montuori
- Cirillo Emiliano Monzani
- Giovanni Morandini
- Antonio Mordini
- Donato Morelli
- Giovanni Morelli
- Andrea Moretti
- Michele Morini
- Robustiano Morosoli
- Antonio Mosca
- Giovanni Mosciaro
- Gian Maria Mura
- Francesco Muratori
- Antonio Mureddu Cossu
- Nicolò Musmeci
- Benedetto Musolino

## N
- Cesare Napoletano
- Giuseppe Natoli
- Lazzaro Negrotto Cambiaso
- Lorenzo Nelli
- Giustiniano Nicolucci
- Giovanni Nicotera
- Annibale Ninchi
- Nicola Nisco
- Rodrigo Nolli
- Augusto Nomis di Cossilla

## O
- Ercole Oldofredi Tadini
- Filippo Oliva
- Stefano Orsetti
- Giovanni Battista Oytana

## P
- Giuseppe Pace
- Cesare Pallavicino
- Gerolamo Pallotta
- Pietro Palomba
- Giuseppe Panattoni
- Emanuele Pancaldo
- Diomede Pantaleoni
- Carlo Papa
- Gaetano Parenti
- Valentino Pasini
- Carlo Passaglia
- Luigi Passerini Orsini Dè Rilli
- Paolo Paternostro
- Eugenio Pelosi
- Giovanni Battista Pentasuglia
- Carlo Pepoli
- Gioacchino Napoleone Pepoli
- Pietro Perez Navarrete di Laterza
- Francesco Paolo Perez
- Francesco Perroni Paladini
- Carlo Persano
- Michele Persico
- Ubaldino Peruzzi
- Matteo Pescatore
- Federico Giovanni Pescetto
- Enrico Pessina
- Agostino Petitti Bagliani di Roreto
- Ferdinando Petruccelli della Gattina
- Ignazio Pettinengo
- Carlo Pezzani
- Giuseppe Pica
- Giovanni Battista Picone
- Augusto Ferdinando Pinelli
- Alessandro Pinto
- Enrico Pirajno di Mondralisca
- Domenico Piraino
- Raffaele Piria
- Giuseppe Piroli
- Michele Pironti
- Giuseppe Pisanelli
- Casimiro Pisani
- Agostino Plutino
- Carlo Poerio
- Giuseppe Polsinelli
- Achille Polti
- Agostino Porrino
- Rocco Positano
- Possenti Carlo
- Prati Giovanni
- Michele Maria Gavino Praus
- Carlo Prinetti
- Gherardo Prosperi
- Marzio Francesco Proto Carafa Pallavicino
- Vincenzo Pugliese Giannone

## R
- Giacomo Racioppi
- Matteo Raeli
- Giovanni Raffaele
- Luigi Ranco
- Antonio Ranieri
- Nicolò Rapallo
- Giovacchino Rasponi
- Urbano Rattazzi
- Solone Reccagni
- Oreste Regnoli
- Saverio Rendina
- Francesco Restelli
- Ignazio Ribotti di Molieras
- Bettino Ricasoli
- Vincenzo Ricasoli
- Giuseppe Ricciardi
- Giovanni Ricci
- Matteo Ricci
- Vincenzo Ricci
- Giuseppe Robecchi
- Giuseppe Robecchi
- Vincenzo Rogadeo
- Giuseppe Romano
- Liborio Romano
- Pietro Aristeo Romeo
- Stefano Romeo
- Amos Ronchey
- Emanuele Rorà
- Giacomo Rovera
- Ermolao Rubieri
- Mariano Ruggiero
- Rinaldo Ruschi
- Carlo Rusconi
- Pietro Rusconi

## S
- Sacchero Giacomo
- Giacomo Sacchi
- Vittorio Sacchi
- Aurelio Saffi
- Saladino Saladini Pilastri
- Francesco Salaris
- Aurelio Saliceti
- Leonardo Salimbeni
- Giuseppe Salomone
- Antonio Salvagnoli Marchetti
- Pompeo Salvatore
- Faustino San Severino Vimercate
- Michele San Severo di Sangro
- Claudio Sandonnini
- Apollo Sanguinetti
- Giuseppe Sanna Sanna
- Romualdo Sant'Elia
- Filippo Santocanale
- Giuseppe Saracco
- Giovanni Saragoni
- Roberto Savarese
- Luigi Scala
- Gaetano Scalini
- Luciano Scarabelli
- Nicolò Schiavoni Carissimo
- Mario Schininà di San Filippo
- Antonio Scialoja
- Savino Scocchera
- Antonio Carmine Scotti Galetta
- Napoleone Scrugli
- Francesco Sebastiani
- Quintino Sella
- Tiberio Sergardi
- Francesco Maria Serra
- Pasquale Serra
- Luigi Settembrini
- Marco Sgariglia
- Stefano Siccoli
- Paolo Silvani
- Luigi Silvestrelli
- Riccardo Sineo
- Paolo Sinibaldi
- Giuseppe Sirtori
- Paolo Solaroli
- Giuseppe Soldini
- Serafino Soldi
- Domenico Spanò Bolani
- Bertrando Spaventa
- Silvio Spaventa
- Martino Speciale Costarelli
- Giuseppe Speroni
- Vincenzo Spinelli di Scalea
- Vincenzo Sprovieri
- Francesco Stocco
- Guido Susani

## T
- Panfilo Tabassi
- Giorgio Tamajo
- Antonio Tari
- Lucio Tasca
- Sebastiano Tecchio
- Carlo Tenca
- Pio Teodorani
- Antonio Testa
- Giacomo Tofano
- Salvatore Tommasi
- Nicola Tondi
- Ignazio Tonelli
- Michelangelo Tonello
- Giuseppe Torelli (politicien italien)
- Luigi Tornielli di Borgo Lavezzaro
- Vincenzo Torrearsa
- Torre Federico
- Pietro Torrigiani
- Giuseppe Toscanelli
- Ambrogio Trezzi

## U
- Gregorio Ugdulena
- Filippo Ugoni
- Nicola Urbani

## V
- Giovanni Vacca
- Flaminio Valenti
- Cesare Valerio
- Lorenzo Valerio
- Giuseppe Valitutti
- Angelo Valvassori
- Augusto Vanotti
- Carlo Varese
- Candido Augusto Vecchi
- Francesco Saverio Vegezzi
- Giovenale Vegezzi Ruscalla
- Francesco Venturelli
- Giuseppe Verdi
- Giuseppe Vergili
- Vittorio Villa
- Paolo Viora
- Vincenzo Vischi
- Emilio Visconti-Venosta

## Z
- Francesco Zaccaria Pesce
- Vittorio Barnaba Zambelli
- Giuseppe Zanardelli
- Antonio Zanolini
- Luigi Zuppetta